# Liste de groupes d'anarcho-punk
La liste qui suit comprend des groupes d'anarcho-punk classés par ordre alphabétique.

## Liste
- Against All Authority
- Against Me![1]
- Amebix[2],[3]
- Anti-Flag[4]
- Antisect[2],[5],[6]
- Attentat Sonore[7]
- Aus-Rotten[8]
- Bérurier noir[9]
- Chaos UK[10]
- Chumbawamba[4],[11],[12]
- Conflict[2],[13],[14]
- Crass[2],[4],[15],[16],[17]
- Dead Kennedys[18]
- Discharge[11],[19]
- Disorder[10]
- The Ex[2],[20]
- Flux of Pink Indians[2],[21],[22],[23]
- Haine Brigade[24]
- Hellbastard[22]
- Kochise[25]
- Leftöver Crack[26]
- Los Muertos de Cristo[4]
- Napalm Death (débuts)[27]
- Oi Polloi[4],[28]
- Poison Girls[2],[11]
- Les Porte-Mentaux[29]
- Propagandhi[30]
- Reagan Youth[31]
- René Binamé[32]
- Sin Dios[4]
- Stalag 17[2]
- Subhumans[2],[4],[10],[22],[33]
- The Varukers[34]